# Stephon Castle
Stephon Javonte Castle (Covington, Georgia, 1 de noviembre de 2004) es un baloncestista estadounidense que pertenece a la plantilla de los San Antonio Spurs de la NBA. Con 1,98 metros de estatura, juega en la posición de escolta.

## Trayectoria deportiva

### Universidad
Tras disputar en su etapa de instituto el prestigioso McDonald's All-American Game, jugó una temporada con los Huskies de la Universidad de Connecticut, en la que promedió 11,1 puntos, 4,7 rebotes y 2,9 asistencias por partido. Al término de la temporada fue elegido freshman del año de la Big East Conference, además de ser incluido en el mejor quinteto de novatos de la conferencia. El 19 de abril de 2024 se declaró elegible para el draft de la NBA, renunciando a su elegibilidad universitaria restante.

#### Estadísticas
| Año     | Equipo | PJ | PT | MPP | %TC  | %3P  | %TL  | RPP | APP | ROB | TPP | PPP  |
| ------- | ------ | -- | -- | --- | ---- | ---- | ---- | --- | --- | --- | --- | ---- |
| 2023–24 | UConn  | 34 | 30 | 270 | .472 | .267 | .755 | 4.7 | 2.9 | .8  | .5  | 11.1 |

### Profesional
El 26 de junio fue elegido en la cuarta posición del Draft de la NBA de 2024 por los San Antonio Spurs, equipo con el que firmó contrato el 2 de julio. Debutó en la NBA en el primer encuentro de la temporada, el 24 de octubre de 2024 ante Dallas Mavericks anotando 8 puntos. Su primer partido como titular llegó el 6 de noviembre ante Houston Rockets. Fue elegido Rookie del Mes de enero y marzo de la Conferencia Oeste. Terminó la temporada siendo elegido Rookie del Año, e incluido en el mejor quinteto de rookies.

## Estadísticas de su carrera en la NBA

### Temporada regular
| Año     | Equipo      | PJ | PT | MPP  | %TC  | %3P  | %TL  | RPP | APP | ROB | TPP | PPP  |
| ------- | ----------- | -- | -- | ---- | ---- | ---- | ---- | --- | --- | --- | --- | ---- |
| 2024-25 | San Antonio | 81 | 47 | 26.7 | .428 | .285 | .724 | 3.7 | 4.1 | .9  | .3  | 14.7 |
| Total   | Total       | 81 | 47 | 26.7 | .428 | .285 | .724 | 3.7 | 4.1 | .9  | .3  | 14.7 |